# Rivière Blanche (Rivière Bécancour, Saint-Rosaire)
Der Rivière Blanche (französisch für „weißer Fluss“) ist ein 32 km langer linker Nebenfluss des Rivière Bécancour in der MRC Arthabaska der Verwaltungsregion Centre-du-Québec im Süden der kanadischen Provinz Québec. Der Fluss ist nicht zu verwechseln mit dem nahe gelegenen Rivière Blanche, der ebenfalls linksseitig in den Rivière Bécancour mündet.

## Flusslauf
Der Rivière Blanche entspringt in einem sumpfigen Areal 5 km westnordwestlich von Plessisville auf einer Höhe von etwa 127 m. Er fließt anfangs in Richtung Westsüdwest und wendet sich 2,5 km südöstlich von Saint-Rosaire bei Flusskilometer 12,5 in Richtung Westnordwest. 2,7 km oberhalb der Mündung kreuzt der Fluss die Autoroute 20 (Trans-Canada Highway). Der Rivière Blanche mündet schließlich 3 km östlich von Daveluyville in den Rívière Bécancour, 50,6 km oberhalb dessen Mündung in den Sankt-Lorenz-Strom. Das Einzugsgebiet des Rivière Blanche ist 144 km² groß.